# Stadthaus Ulm
Das Stadthaus Ulm ist neben dem Ulmer Münster das zentrale Gebäude auf dem Ulmer Münsterplatz. Es wurde von dem New Yorker Architekten Richard Meier entworfen.

## Lage
Der Münsterplatz liegt im Zentrum der süddeutschen Stadt Ulm. Er wird von vielen Geschäftshäusern gesäumt, die überwiegend nach dem Zweiten Weltkrieg entstanden sind. Der Platz wird vom Stadthaus dominiert, das mit seiner weißen Fassade und modernen Architektur einen deutlichen Kontrast zum gotischen Münster darstellt.

## Geschichte

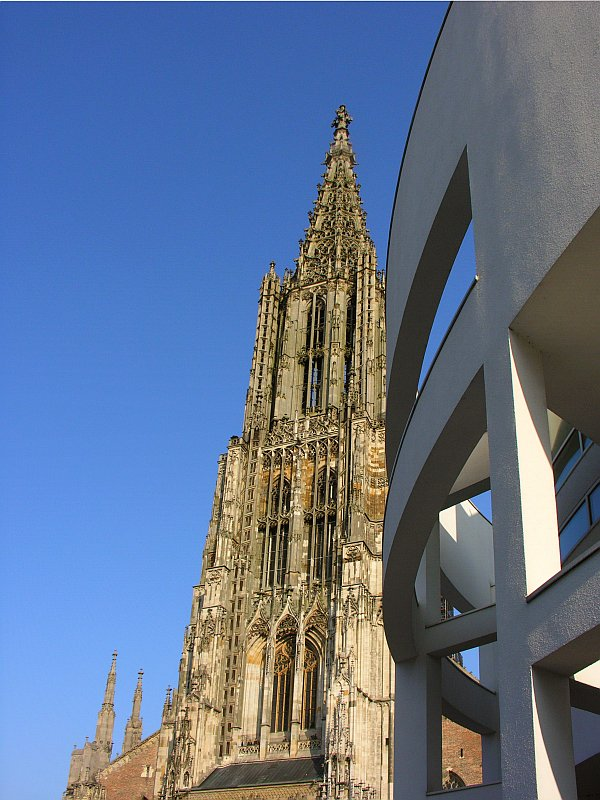
Architekturkontraste am Münsterplatz: der höchste Kirchturm der Welt hinter dem Ulmer Stadthaus

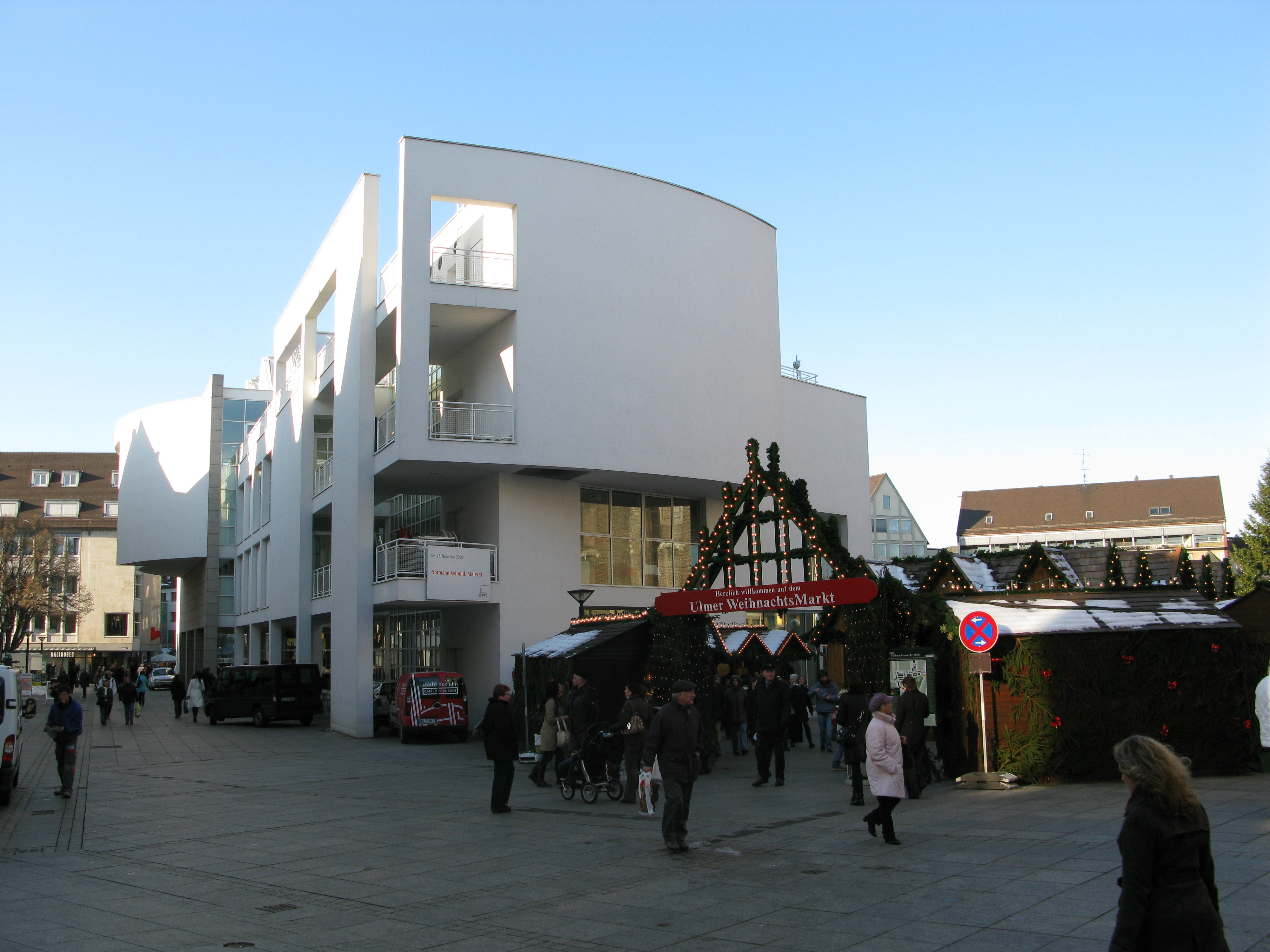
Stadthaus (Ostseite) mit Eingang zum Ulmer Weihnachtsmarkt

### Barfüßerkloster
Auf der Fläche des heutigen Stadthauses befand sich über viele Jahrhunderte ein Franziskanerkloster, im Volksmund Barfüßerkloster genannt. Der Bau wurde vor 1250 begonnen (Grundsteinlegung des Ulmer Münsters war 1377) und später immer wieder erweitert. Dieses westlich ans Münster angrenzende Barfüßerkloster beherbergte nach der Reformation mit der Lateinschule (später Gymnasium bzw. Gymnasium academicum) die oberste Bildungseinrichtung der Stadt.
Im Jahr 1878, kurz vor Vollendung des Kirchturms des Münsters, wurde das Barfüßerkloster abgerissen und der Münsterplatz „freigelegt“. Das Ziel war, einen freien Blick auf den höchsten Kirchturm der Welt zu erreichen. Der nun freiliegende Platz sollte umgehend mit einer anspruchsvollen Architektur bebaut werden.

### Pläne für die Neugestaltung des Münsterplatzes
Es schien seither immer deutlich, dass der Münsterplatz zu groß war, trotz des hohen Kirchturms. Um die Neugestaltung wurde trotzdem lange gerungen. Es sind insgesamt 17 Wettbewerbe dokumentiert, der erste im Jahre 1924 mit 467 eingereichten Entwürfen.

### Wettbewerb 1986
1986 lobte die Stadt einen weiteren Wettbewerb aus. Im November 1986 entschied sich das Preisgericht für den Entwurf des New Yorker Architekten Richard Meier. Im Jahr 1987 lehnte eine Mehrheit in einem Bürgerentscheid eine Neubebauung zwar ab; allerdings erreichte dieser das Quorum nicht und war somit für die Stadt nicht verbindlich. Entsprechend fiel die Entscheidung durch den Stadtrat, den Münsterplatz zu bebauen.

### Realisierung des Stadthauses
An Stelle eines Pavillons, der bisher die Touristeninformation beherbergt hatte, sollte das so genannte Stadthaus des New Yorker Architekten Richard Meier erbaut werden. Es sollte eine „begehbare Skulptur“, Platz für Ausstellungen, Konzerte, Tagungen, Vorträge etc. sein, auch die Touristeninformation wieder enthalten und zudem Gastronomie.
Das Stadthaus wurde 1993 eröffnet. Es blieb in der Bevölkerung lange umstritten, da es in den Augen Vieler architektonisch nicht zum gotischen Münster passe.
Heute passt sich das Stadthaus in die architektonische Neugestaltung des gesamten Bereiches zwischen Ulmer Rathaus und Münsterplatz ein, bei dem eine vierspurige Straße durch zahlreiche Neubauten ersetzt wurde. Der Bau des Stadthauses fällt somit an den Beginn der Gestaltung der so genannten „Neuen Mitte“ Ulms.

### Denkmalschutz
2019 wurde das Stadthaus unter Denkmalschutz gestellt und erhielt den Status eines Kulturdenkmals von besonderer Bedeutung.

## Stadthaus

### Gebäude
Das weiß verputzte Stadthaus, dessen Struktur aus einer würfelförmigen Geometrie und konzentrischen Kreisen hervorgeht, ist ein dreistöckiger Pavillon mit einer Fläche von rd. 3.600 m². Davon sind gut 2.000 m² öffentlich begehbar.
Ein größerer West- und ein kleinerer Ostflügel sind über verglaste Brücken und eine Dachterrasse miteinander verbunden. Die offen ineinander übergehenden Ausstellungsflächen, Gastronomie und Shops werden von Tageslicht durchflutet. Glasfassaden, gläserne Sheddächer, kleinere und größere Terrassen, Balkone und Arkaden geben den Blick auf das Ulmer Münster frei. Ein Teil des Stadthauses ist mit Rosa Dante-Granit verkleidet. Der gleiche Stein wird auf den Terrassen, Balkonen, für die Treppen und einige Böden im Innenteil verwendet sowie für den gesamten Münsterplatz. Mit seiner rosaroten Tönung bezieht er sich auf die Mauerfassade des Ulmer Münsters.
Der knapp 7 Meter hohe Stadthaussaal bietet, je nach Art der Bestuhlung, Platz für bis zu 320 Personen. Die Einrichtung ist variabel und wechselt beinahe täglich. Der Saal ist über weite Glasflächen mit dem Ausstellungsbereich, dem Münsterplatz und dem Münster selbst sichtbar verbunden. Die hohe Transparenz zwischen Innen- und Außenbereichen ist ein Markenzeichen des Architekten Richard Meier.
Herzstück des Stadthauses ist das offene Treppenhaus im Westflügel, das alle Bereiche und Stockwerke ohne Zugangsbeschränkungen erschließt.

### Nutzung
Das Stadthaus zeigt Wechselausstellungen zeitgenössischer Fotografie und Kunst, hier vor allem Outsider Art, sowie zu Themen der Architektur und der Zeitgeschichte.
Der Saal wird überwiegend vermietet. Hier finden fast täglich zumeist öffentliche Veranstaltungen zu Gegenwartsthemen aus den Bereichen Politik, Medien, Wissenschaften, Medizin, Soziales, Wirtschaft, Kultur usw. statt. Zudem richtet das Stadthaus seit 1996 ein themenorientiertes Festival Neuer Musik aus. Seit 2014 findet dieses biennal im Frühjahr statt.
Die Tourist-Information ist im Erdgeschoss des Stadthauses beheimatet, sie ist Anlaufstelle für Besucher aus aller Welt. Derzeit verzeichnet Ulm rund 7 Mio. Tagestouristen pro Jahr.
Die Gastronomie im Stadthaus und diverse kommerzielle Anbieter ergänzen das Angebot.

## Ausstellungen (Auswahl)
- 1996: Joseph Gallus Rittenberg: Stabat Mater. Ein Oratorium für Ulm in 52 Bildern
- 1998: Ed van der Elsken: Hong Kong
- 2000: Micha Bar-Am: Israel
- 2004: Albert Einstein. 1879 - 1955[14]
- 2005/06: Bettina Flitner: Frauen mit Visionen. 48 Europäerinnen
- 2007: Itty Neuhaus: Home for Haus
- 2008: Die Mörder sind unter uns. Der Ulmer Einsatzgruppenprozess 1958
- 2011: Abheben – die Vision vom Fliegen. Zum Berblinger-Jubiläumsjahr[15]
- 2011: Olaf Otto Becker: Northern Traces
- 2012: Hamideddine Bouali: Révolution à la tunisienne
- 2012: Jodi Bieber: Between Darkness and Light[16]
- 2012: Karin Székessy
- 2012: Michael Wesely und Lina Kim: Brasília[17]
- 2013: Jim Rakete: Der Stand der Dinge[18]
- 2014: Gesichter des Krieges. Fotos von Bryan Adams, Anja Niedringhaus, Jan Banning[19]
- 2015: Zwischen Mythos und Ideologie. Fotografien aus dem Lebenswerk von Abbas[20]
- 2015: Alejandro Cegarra: Die andere Seite des Torre de David
- 2016: On This Earth, A Shadow Falls Across The Ravaged Land. Fotografien von Nick Brandt[21]
- 2016: Timm Rautert: The Amish und Von der Sehnsucht nach Farbe. Klassische Quilts der Amischen aus der Sammlung Schlumberger[22][23]
- 2017: Bilder aus Nordkorea. Fotos von Nathalie Daoust, Reinhard Krause und Julia Leeb[24]
- 2017: Herlinde Koelbl: Mein Blick. Werke 1980–2016
- 2018: Martin Parr: Souvenir - A Photographic Journey
- 2018: Andy Spyra: Die Geraubten Mädchen. Boko Haram und der Terror im Herzen Afrika
- 2019: Flatz: Hitler. Ein Hundeleben
- 2020: Timo Dentler und Okarina Peter: Die Welt, ein Raum mit Flügeln. Albrecht Ludwig Berblinger zum 250. Geburtstag
- 2021: Barbara Klemm: Zeiten Bilder[25]
- 2021: Désirée von Trotha: Sahara
- 2021: Ann-Christine Woehrl: Witches in Exile - Die „Hexen“ von Ghana
- 2022: Debi Cornwall: Welcome to Camp America: Inside Guantánamo Bay
- 2022: Loredana Nemes: Graubaum und Himmelmeer
- 2022: Peter Bialobrzeski: Urbane Räume
- 2023: Mongolei. Zeitgenössische Fotografien von Agnuush, Bat-Orgil Battulga, Injinaash Bor, Devaanyam Delgerjargal u. a.
- 2023: Johanna-Maria Fritz: Like a Bird. Zirkuskultur in islamischen Ländern
- 2024: Klaus Pichler: Das Petunien-Gemetzel
- 2025: Angelika Platen: Beglückende Begegnungen
- 2025: Herlinde Koelbl: Angela Merkel. Porträts 1991–2021